# Шејн Макгауан
Шејн Патрик Лисајгт Макгауан (ен. Shane Patrick Lysaght MacGowan; Пембери, 25. децембар 1957 – Даблин, 30. новембар 2023) био је ирски кантаутор и музичар. Најпознатији је као водећи вокал и главни текстописац келтског панк бенда Pogues. Такође је снимао и изводио соло материјал и сарађивао са уметницима као што су Џо Страмер, Ник Кејв, Стив Ерл, Шинејд О'Конор, Рони Дру и Круачан. Био је често запажен због својих изузетних способности у писању песама, као и због тешке употребе алкохола и дрога, The New York Times је описао Макгауана као „титански деструктивну личност и мајстора песама чији су текстови осликавали живописне портрете живота ирских имиграната“.
Рођен је у Кенту, у Енглеској, у ирској породици. Макгаун је своје рано детињство провео у Типерију у Ирској. Са породицом се преселио у Енглеску са шест и по година. Познат по свом прераном интересовању за књижевност — са 11 година је читао класике укључујући Фјодора Достојевског и Џејмса Џојса, а са 13 је био међу победницима књижевног конкурса који је спонзорисао Дејли Мирор — похађао је припремну школу Холмвуд Хаус и добио је стипендију за Вестминстерску школу, али је избачен због поседовања и продаје дроге. Између 17 и 18 година, провео је шест месеци на психијатријској нези у Бетлем краљевској болници у Лондону, због злоупотребе дрога и алкохола. Постао је активан на лондонској панк сцени под псеудонимом Шејн О'Хулиган, наступао је на свиркама, радио у продавници плоча и писао панк фанзин. Године 1977, са Шеном Бредли, основао је панк бенд Nipple Erectors, касније назван Nips.
Године 1982, суосновао је групу Pogues — првобитно названу Pogue Mahone, што је англизација ирске фразе póg mo thóin, што значи „пољуби ме у дупе“—који је спојио панк утицаје са традиционалном ирском музиком. Стекао је међународну славу као главни текстописац и вокал на првих пет студијских албума бенда. Коаутор је божићног хит сингла Fairytale of New York (1987), који је група снимила као дует између Макгауна и Кристи Маккол ; песма је и даље омиљена божићна песма у Уједињеном Краљевству и Ирској и стекла је петоструко платинасто сертификовање у УК 2022. Остале добро познате песме које је написао током свог времена са Pogues су: A Pair of Brown Eyes, Dark Streets of London, Sally MacLennane, A Rainy Night in Soho, The Body of an American, The Broad Majestic Shannon, The Sick Bed Of Cúchulainn, Summer in Siam.
Током турнеје бенда током 1991. године, Шејн Макгауан је отпуштен из групе због утицаја његове зависности од дроге и алкохола на концерте бенда уживо. Потом је основао нови бенд, Shane MacGowan and The Popes, са којим је снимио два студијска албума, The Snake (1994) and The Crock of Gold (1997). Године 2001. Макгауан се поново придружио Pogues на поновним заједничким наступима и остао је у групи све док се није распала 2014. године. У јануару 2018. Национална концертна дворана у Даблину одржала је гала концерт поводом његовог 60. рођендана, на којем је добио награду за животно дело за изузетан допринос животу, музици и култури Ирске. У мају те године добио је Ivor Novello Inspiration Award. Након неколико година опадајућег здравственог стања, умро је од упале плућа у свом дому у Даблину у новембру 2023. године, са 65 година. Председник Ирске Мајкл Д. Хигинс одао му је почаст, назвавши га „једним од највећих музичких текстописаца“.

## Одабрана дискографија

### The Nips/Nipple Erectors
- Bops, Babes, Booze & Bovver (1987/2003 – Archived Compilation)[2][3]

### Албуми
Са the Pogues
- Red Roses for Me (октобар 1984)[5]
- Rum Sodomy & the Lash (август 1985)[6]
- If I Should Fall from Grace with God (јануар 1988)[7]
- Peace and Love (1989)[8]
- Hell's Ditch (1990)[8]
- The Pogues in Paris: 30th Anniversary concert at the Olympia (новембар 2012)[9]

Shane MacGowan and The Popes
- The Snake (1994)[11]
- The Crock of Gold (October 1997)[11]
- The Rare Oul' Stuff (2001 / January 2002) (a 2-disc best-of collection of B-sides and key album tracks spanning the years 1994 to 1998)[12]
- Across the Broad Atlantic: Live on Paddy's Day — New York and Dublin (са Shane MacGowan and the Popes, February 2002)[13]

### Синглови
Са the Pogues
- Poguetry in Motion EP (No. 29 UK)[15]
- The Irish Rover (са the Dubliners) (No. 8 UK)
- Fairytale of New York (са Kirsty MacColl) – No. 2 UK; 1991 (No. 24 UK), 2005 (No. 3 UK) and 2007 (No. 4 UK)[16]
- Fiesta (No. 24 UK)[17]

Соло
- What a Wonderful World (са Ником Кејвом, No. 69 UK 1992)[18]
- The Church of the Holy Spook (са the Popes, No. 74 UK 1994)[18]
- That Woman's Got Me Drinking (саthe Popes, No. 34 UK 1994)[19]
- Haunted (са Sinéad O'Connor, No. 30 UK 1995)[20]
- My Way (No. 29 UK 1996)[21]
- I Put a Spell on You" (Haiti Charity Song) (са неколико познатих глумаца и музичара, попут Ника Кејва и Џонија Депа) (2010)[22][23]

### Гостовања
- What a Wonderful World (са Ником Кејвом, 1992)[24]
- Suite Sudarmoricaine, Tri Martolod, The Foggy Dew (Foggy Dew) (са Аланом Стивелом, Again, 1993)[25]
- The Wild Rover (са Шинејд О'Конор) – Soldat Louis, албум Auprès de ma bande, 1993[26]
- God Help Me (са the Jesus and Mary Chain, Stoned & Dethroned, 1994)[27]
- Death Is Not the End (са Ником Кејвом и The Bad Seeds Murder Ballads LP, 1996)[28]
- Perfect Day (Children in Need, No. 1 UK, 1997)[29]
- The Wild Rover и Good Rats (са Dropkick Murphys, June 2000)[30]
- Town I Love So Well,[31] Satan Is Waiting, Without You, Long Back Veil (са Lancaster County Prison, on Every Goddamn Time) Coolidge Records, 2003[32]
- Ride On и Spancill Hill (са Cruachan, 2004)[33]
- Little Drummer Boy/Peace on Earth (на албуму групе Priests' Noel, 2010)[34]
- Fix It (на албуму Alabama 3's Revolver Soul, 2010)[35]

## Филмографија
- The Punk Rock Movie – 1979 (архивска грађа)[36]
- Eat the Rich – 1987[37][38]
- Straight to Hell – 1987[39]
- The Pogues – Live at the Town & Country – 1988[40]
- The Ghosts of Oxford Street – 1991[41]
- Shane MacGowan & The Popes: Live at Montreux 1995 – 1995[42]
- The Great Hunger: The Life and Songs of Shane MacGowan – 1997[43]
- The Filth and the Fury – 2000 (архивска грађа)[44]
- If I Should Fall from Grace: The Shane MacGowan Story – 2001[45]
- The Clash: Westway to the World – 2002 (архивска грађа)[46]
- The Libertine – 2004[47]
- The Story of ... Fairytale of New York – 2005[48]
- Harry Hill's TV Burp – 2007[38]
- Harry Hill's TV Burp – 2010 (Божићни специјал)[49]
- Rab C. Nesbitt – 2011[38]
- The Pogues in Paris: 30th Anniversary concert at the Olympia (DVD) – 2012[50]
- Crock of Gold: A Few Rounds with Shane MacGowan – 2020[51][52]